# Burgstall Heslach
Der Burgstall Heslach ist eine vor 1312 abgegangene Höhenburg bei dem abgegangenen Weiler Böhmisreute südwestlich des Stuttgarter Stadtteils Heslach. Zu der Burg gehörte die Ortschaft Burghalden.

## Lage
Der Platz heißt schon seit dem 14. Jahrhundert „Burgstall“, nördlich davon liegt heute die „Burgstallstraße“. 

## Geschichte
In einer Urkunde der Stadt Stuttgart von 1312 ist bereits von dem Burgstall die Rede. In ihr heißt es, dass der Graf von Württemberg das Waldstück Burgstall für dreißig Pfund Heller gekauft habe. Wörtlich: daz holtze, daz der Grave von Wirtenberg kofte umbe dreizig phunde Heller (...) haizzet Burgstall. Es ist unklar, von welchem Adelsgeschlecht die Württemberger den Burgstall kauften. Jedenfalls geht aus der Urkunde hervor, dass die Burg zu diesem Zeitpunkt schon ruiniert gewesen sein muss; der Burgstall war bereits in Wald umgewandelt.
Von der Burg sind keine Reste vorhanden, der Fels, auf dem sie stand, ist herausgebrochen. Ein tiefer dahin führender Hohlweg wird die „Brandsteig“ genannt. Der Brandsteig war ein alter Handelsweg von regionaler Bedeutung. Möglicherweise wurde die Burg zur Sicherung desselben errichtet. 
Zu der Burg gehörte die Ortschaft Burghalden oder Burchhalden, die erstmals im Hirsauer Codex erwähnt wurde. Dort steht geschrieben, dass der Gegenkönig Rudolf von Rheinfelden 1077 elf Höfe in Burchhalden an das Kloster Hirsau schenkte.